# (7746) 1987 RC1
A (7746) 1987 RC1 a Naprendszer kisbolygóövében található aszteroida. Henri Debehogne fedezte fel 1987. szeptember 13-án.